# Ga Hồi Long
Ga Hồi Long là ga trên tuyến Tuyến Trung Hòa-Tân Lô nằm ở Tân Trang, Tân Bắc, và Quy Sơn, Đào Viên, Đài Loan. Nóa là ga cuối phía Tây của Tuyến Tân Trang và mở cửa vào ngày 29 tháng 6 năm 2013. Trên kế hoạch nó còn là ga cuối trên tuyến Vạn Đại-Thụ Lâm và Đào Viên MRT tuyến Nâu.

## Tổng quan
Nhà ga bên dưới lòng đất với một ke ga. Nó nằm bên dưới đường Trung Chính (中正路) gần Viện dưỡng lão Lạc Sinh, liền kề depot Tân Trang.
Nó được lên kế hoạch làm ga chuyển đổi của tuyến Vạn Đại-Thụ Lâm và Đào Viên MRT tuyến Nâu.

### Cấu trúc
Nhà ga sâu khoảng 17m. Dài 260m và rộng 19,55m. Ke ga dài 251.5m. Nó có 3 lối vào, một thang máy cho người khuyết tật, 4 trụ thông hơi và một lối thoát hiểm.

## Bố trí ga
| Đường đi | Lối ra/vào                        | Lối ra/vào                                                                         |
| B1       | Hành lang                         | Hành lang, quầy thông tin, máy bán vé tự động, cổng soát vé 1 chiều                |
| B1       | Hành lang                         | Nhà vệ sinh (Bên trong khu vực soát vé, bên ngoài khu vực soát vé gần lối thoát 1) |
| B2       | Ke ga 1                           | Tuyến Trung Hòa-Tân Lô hướng đi Nam Thế Giác (O20 Đan Phượng) →                    |
| B2       | Ke ga, cửa sẽ mở ở bên trái/ phải |                                                                                    |
| B2       | Ke ga 2                           | Tuyến Trung Hòa-Tân Lô hướng đi Nam Thế Giác (O20 Đan Phượng) →                    |

## Xung quanh ga
- Viện dưỡng lão Lạc Sinh
- Trường trung học Đan Phượng
- Trường tiểu học Đan Phượng
- Trường tiểu học & trung/cao học Hồi Long
- Depot Tân Trang (tàu điện ngầm Đài Bắc)